# Szőgyény-Marich László (jogász, 1840–1916)
Ifj. gróf magyarszőgyéni és szolgaegyházi Szőgyény-Marich László (Bécs, 1840. november 12. – Csór, 1916. június 11.) császári és királyi kamarás, belső titkos tanácsos, külügyminisztériumi osztályfőnök, miniszter, diplomata, az MTA igazgatósági tagja (1903).

## Élete

### Származása
A nemesi magyarszőgyéni Szőgyény család sarja. Édesapja idősebb Szőgyény-Marich László (1806–1893), az Aranygyapjas rend vitéze, császári és királyi kamarás, édesanyja szolgaegyházi Marich Mária (1815–1890), csillagkeresztes hölgy. Az apai nagyszülei magyarszőgyén Szőgyény Zsigmond (1775–1826) királyi személynök, alkancellár, földbirtokos és felsőpásztori Pásztory Julianna voltak. Az anyai nagyszülei szolgaegyházi Marich István Dávid, Vészprém vármegyei főispán, földbirtokos és báró krajovai és topolyai Kray Franciska voltak.
Édesanyját, szolgaegyházi Marich Máriát, 1841-ben fiúsították, aminek következtében id. Szőgyény László engedélyt kapott a két család nevének és címerének egyesítésére. Ennek értelmében minden leszármazója jogosult a magyarszőgyéni és szolgaegyházi Szőgyény-Marich név viselésére. Házasságukból a következő gyermekek születettek:
- László (1840–1916)
- Róza (Bécs, 1843. június 7. –)
- Gyula (Buda, 1846. október 16. – Bécs, 1862. február 19.)
- Géza (Bécs, 1847. december 25. –), császári és királyi kamarás (1878), tárnokmester. Jogi tanulmányait Budapesten és Pozsonyban végezte, majd két évig a Hohenheimi és Magyaróvári Gazdasági Akadémián tanult. 1868-tól Fejér vármegye tiszteletbeli aljegyzője, 1872-től szolgabírája, 1884–1887 között Székesfehérvár szabad király város országgyűlési képviselője, a Szabadelvű Párt tagjaként.
- Júlia (Bécs, 1853. április 26. –), a brünni nemesi alapítvány hölgye, a Székesfehérvári Jótékony Nőegylet[2] védnöke, a székesfehérvári oltáregylet elnöke, Székesfehérvári Katholikus Nő védőegyesület[3] elnöke, az Erzsébet-rend I. osztályú hölgye.
- Fanny (Csór, 1856. augusztus 12. –), férje, Henze Viktor, császári és királyi huszárkapitány
- Mária (Bécs, 1859. február 10.), csillagkeresztes hölgy. Férje: gróf Zichy István, császári és királyi kamarás és huszárfőhadnagy
- Ferenc (Bécs, 1860. december 9. – Celldömölk, 1908. augusztus[4]), császári és királyi kamarás, császári és királyi tartalékos huszárhadnagy. Neje, gróf Gorcey-Longuyon Paulina.

### Pályája
Szőgyény középiskolai tanulmányait Székesfehérváron végezte, jogot a Bécsi Egyetemen hallgatott. 1861-ben Fejér vármegye aljegyzője, két évvel később a pesti királyi ítélőtábla joggyakornoka lett.
1864-ben barátja, Kállay Béni közös pénzügyminiszter társaságában beutazta Svájcot, Franciaországot, Spanyolországot és Olaszországot. 1865-ben Fejér vármegyei szolgabíróvá nevezték ki, majd 1867-ben főjegyzői kinevezést kapott. 1869-ben Fejér vármegye bodajki kerületének országgyűlési képviselője lett, ahonnan még azután négyszer újították meg mandátumát (1882).
Parlamenti pályáját a Deák-párt soraiban kezdte, és kiváló esze, mérsékelt politikai nézetei, szívélyes, megnyerő modora által csakhamar népszerűvé lett az ellenzéki pártok köreiben is. Szintén 1869-ben beválasztották a közös ügyek tárgyalására kiküldött országos bizottságba, ahol a külügyi bizottságnak előadója lett. Az 1870–71. évi porosz-francia háború során a semlegességi politikát támogatta.

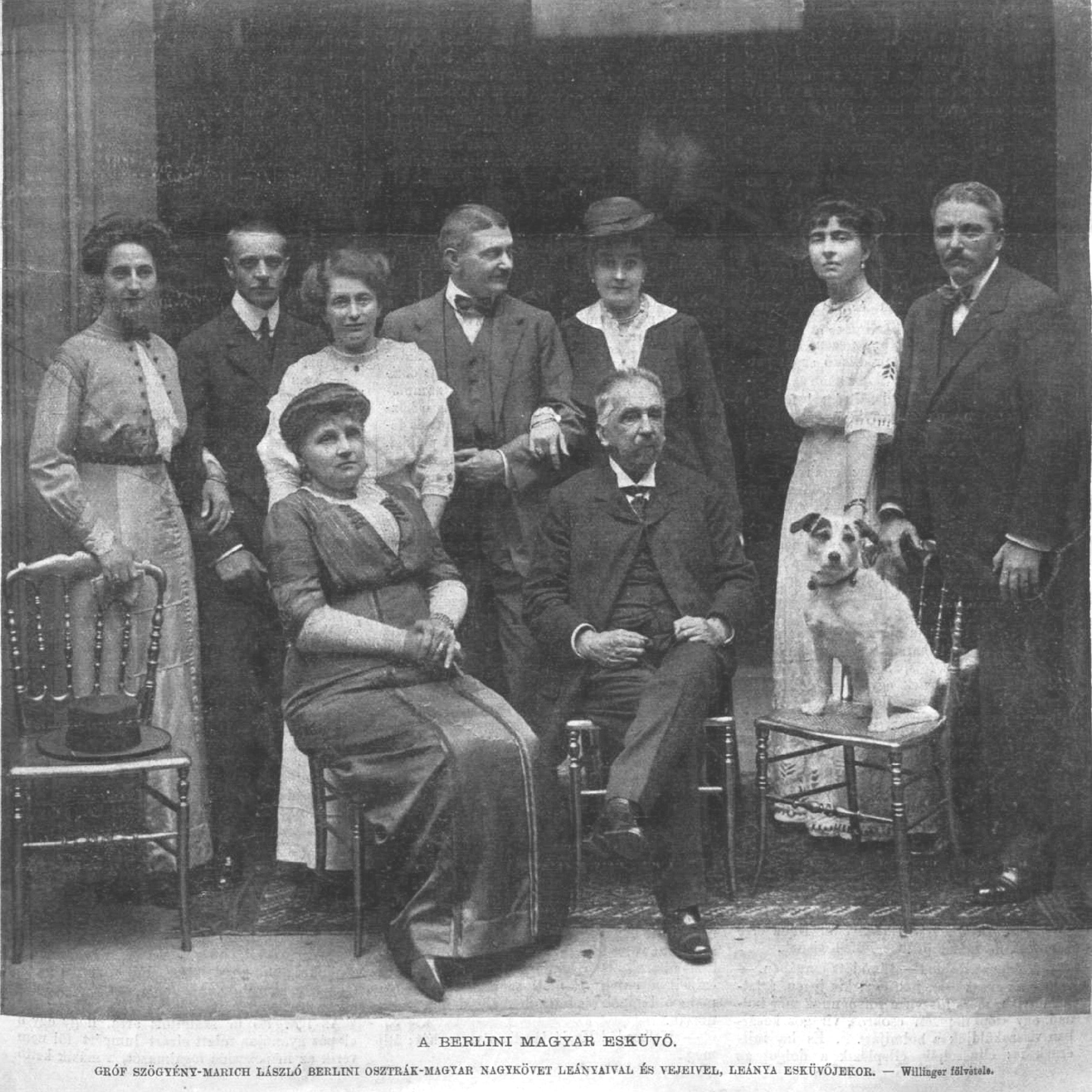
Családja körében

Amikor 1875 tavaszán a Deák-párt és a balközép fúziója létrejött, a volt Deák-párt egy része, báró Sennyey Pál vezérlete alatt kivált és jobboldali konzervatív ellenzékké alakult. Közéjük tartozott ifj. Szögyény-Marich László is. Miután azonban a jobboldali ellenzék a független szabadelvű párttal egyesült, Szögyény a legközelebbi képviselőválasztásnál már szabadelvű programmal lépett fel, és meg is választották. Tagja volt a Közösügyi bizottságnak és a pénzügyi bizottságnak valamint a közlekedési és igazságügyi tárcák előadói tisztjét is betöltötte.
1882-ben, Ordódy Pál a közlekedési tárcától meg kívánt válni, és Szőgyényt jelölték a közlekedési miniszteri állásra. Kinevezését azonban nem kaphatta meg, mert Ordódy úgy döntött nem válik meg posztjától. Kállay 1882-ben közös pénzügyminiszter lett, Szögyény pedig osztályfőnöki megbízatást kapott. 1882. június 15-én letette az esküt mint a császári és királyi ház és a külügyek minisztériumának osztályfőnöke; 1883. május 3-ától pedig a minisztérium első osztályfőnöke volt. Mint ilyen fogadta a nagyköveteket és követeket, és az ő kezén fordultak meg először nemcsak a folyó ügyek, hanem a legkényesebb nemzetközi aktualitások is. Ugyanebben az évben valóságos belső titkos tanácsos, később pedig császári és királyi kamarás lett.
Szőgyény volt az elnöke annak a nemzetközi értekezletnek is (conférence á quatre), amelyet az Osztrák–Magyar Monarchia Szerbia, Bulgária és a török birodalom közt a keleti vasutak csatlakozásának feltételei és az ezekkel kapcsolatos kérdések ügyében hívtak össze.
1890. december 24-étől 1892. október 24-éig a király személye körüli miniszter a Szapáry- és a Wekerle-kormányban. Mielőtt megkapta miniszteri kinevezését, már korábban is felmerült a neve mint Trefort Ágoston utódáé a közoktatásügyi miniszteri székben. 1890-ben a főrendiház élethossziglani tagjává is választották.

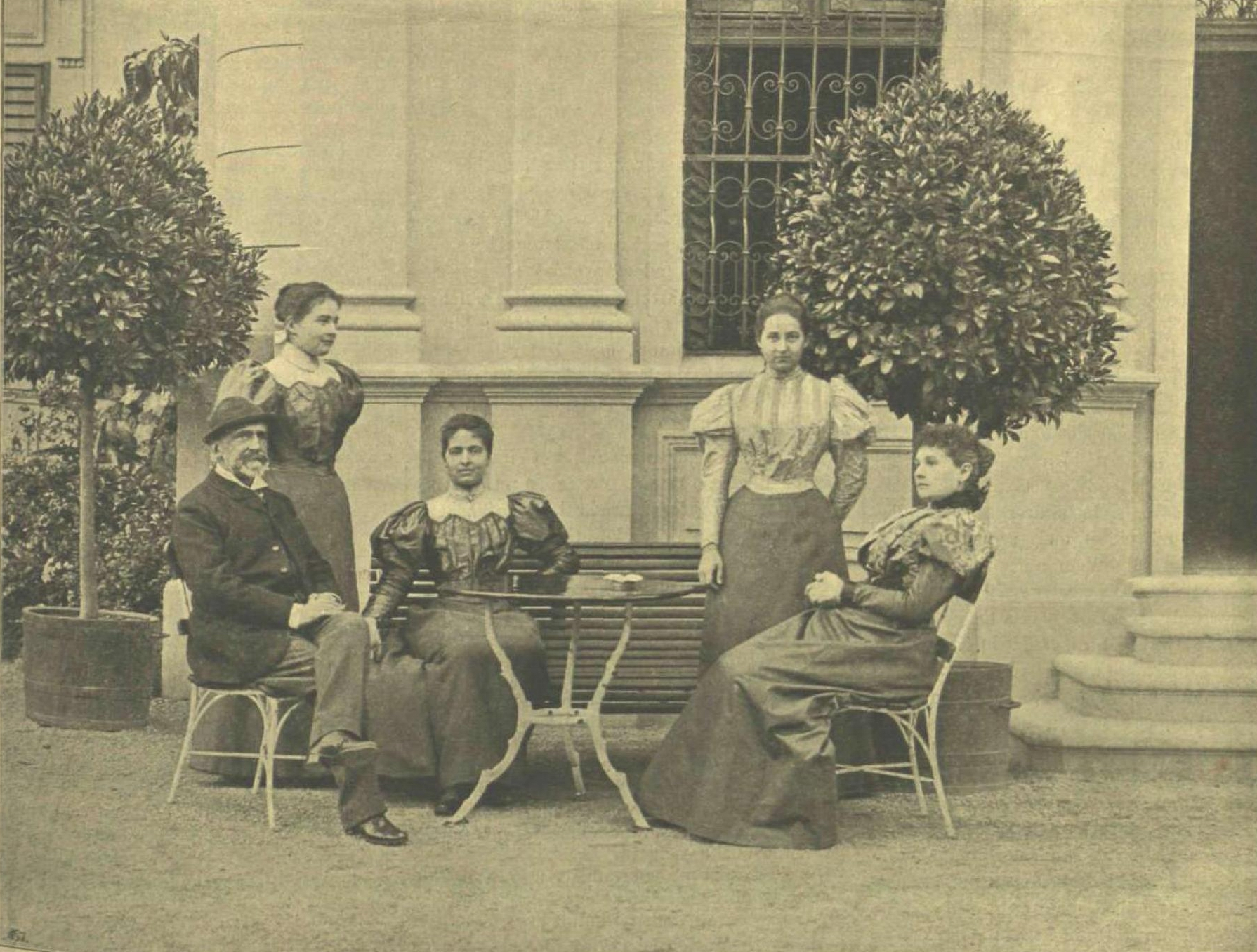
Szőgyény-Marich László feleségével és három leányával

1892-ben Széchenyi Imre utódául nevezték ki császári és királyi nagykövetté a Német Császárságban, Berlinben, mely tisztséget 1914-es visszavonulásáig viselt. A kinevezést 52. születésnapján kapta meg. Ezzel egy időben megbízták az Osztrák–Magyar Monarchia diplomáciai képviseletével a mecklenburg-schwerini, mecklenburg-strelitzi és az oldenburgi udvaroknál, a braunschweigi régensnél és Hamburg, Lübeck és Bréma szabad városok tanácsainál. Nagyköveti tisztében sokat munkálkodott a német és osztrák–magyar kapcsolatok kiépítésén.
1910. április 17-én kelt oklevélben grófi rangra emelték. 1914-ben visszavonult a közélettől és Csóri birtokán élt 1916-ban bekövetkezett haláláig. Hetvennégy éves korában egyik utolsó hivatalos tevékenysége az volt, hogy Ferenc József levelét a hadüzenetről átadta Vilmos császárnak a potsdami parkban.

## Elismerései
- Aranygyapjas-rend
- a Lipót-rend nagykeresztje
- I. osztályú Vaskorona-rend
- Máltai lovag-rend
- a porosz Fekete Sas-rend (1897), Vörös Sas-rend
- az olasz Mauritius- és Lazarus-rend
- az orosz Fehér Sas-rend nagy keresztje

## Házassága és leszármazottjai

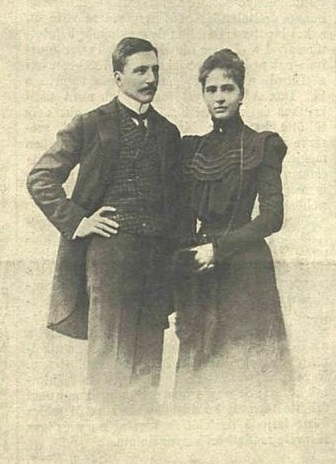
Szőgyény legidősebb lánya, Kamilla férjével Somssich Józseffel, a későbbi külügyminiszterrel

Budapesten, 1873. június 14-én vette feleségül báró Geramb Irma (Selmecbánya, 1848. november 1.–Csór, 1926. október 2.) kisasszonyt, csillagkeresztes hölgyet, Erzsébet királyné palotahölgyét, akinek a szülei báró Geramb Ferenc (1799–1854), és Dulovics Kamilla (1824–1856) Házasságukból a következő gyermekek születtek:
- Zsigmond (Budapest, 1874. július 2. - 1880. március 12.) vörhenyben hunyt el[5]

- Kamilla (Budapest, 1876. április 4. - Thalham im Attergau, 1966. február 11.[10]), csillagkeresztes hölgy. Férje: gr. sárdi Somssich József (1864–1941), Somssich Adolf és Somssich Teréz fia, jogász, császári és királyi kamarás, császári és királyi tartalékos huszárfőhadnagy, követségi tanácsos, vatikáni követ, külügyminiszter. Esküvőjük Berlinben, 1899. január 9-én volt, de a szertartást magyarul celebrálták, és jelen volt II. Vilmos császár is. Az eskető pap Hetyey Sámuel, pécsi püspök volt.[11]

- Mária (Budapest, 1877. július 14. – Budapest, 1965. február 24.), férje Somssich Géza[10] (1866–1929). Esküvő: Berlin, 1913. június 25.[10]

- Ilona (Budapest, 1879. március 17. – 1950), Chorinsky Károlyné[5]

## Rudolf trónörökös hagyatékának kulcsfigurája
Több magas rangú emberrel is bizalmas viszonyban volt; Ferenc Józseffel, Rudolf trónörökössel, és későbbi nagyköveti megbízatása révén II. Vilmos császárral is. Utóbbi rendszeres vendég volt nagyobb ünnepélyek alkalmával a Szőgyény családnál; hivatalos volt a nagykövet lányának 1899-es esküvőjére is. A Wohl Lajos által szerkesztett „Vilmos császár és udvara” című műben a Szögyény–Marichról szóló részben más anekdoták is olvashatók a két férfi barátságáról. Az egyik szerint volt, hogy a császár olyan korán jelent meg a nagykövetnél, hogy ő még aludt. A másik ilyen történet arról számol be, hogy a császár elhagyni készült Berlint, de előtte még benézett Szőgyényhez, beszélgetésbe kezdtek és amikor a császár észrevette, hogy késésben van, telefont kért, hogy legalább azon keresztül elbúcsúzhasson nejétől. Nemsokára azonban megjelent a császárné és mosolyogva mondta: „Bocsánatot kérek Ausztria–Magyarországtól, hogy reggeli toalettben teszem nála tiszteletemet; de hát csak nem engedhetem búcsú nélkül elutazni az uramat!”
Szőgyény Rudolf trónörökös szűkebb köréhez tartozott. 1886-ban azzal bízták meg, hogy Rudolfot folyamatosan lássa el politikai információkkal. Az ő révén a trónörököshöz jutott információk voltak az első hivatalos helyről származók. Rudolf megbízott Szőgyényben és rendszerint azzal járt kedvében, hogy hozzá címzett leveleiben magyarul írt neki. Emellett azonban máshogy is segítette Szőgyényt és ezen keresztül a külügyminisztériumot; Rudolf saját hírszerzőitől (főleg Franciaországból, újságíró barátaitól Szeps, Frischauer, Futtaki és Hirsch báró) kapott információkat adott tovább neki. Az így közölt hírek eljutottak a Német Császárságba. Bismarck ily módon nyert tudomást Rudolf és Clemenceau kapcsolatáról. A főherceg nem is sejtette, hogy közvetve Szőgyény az, akin keresztül az információk a nem kívánt kezekbe jutnak. Egyszer így írt barátjának: „Érdekes volna megtudni ki az, akin keresztül ennyire megfigyelnek bennünket.”
Rudolf halála előtt módosította 1887-ben készült végrendeletét, hogy az abban foglalt utasítással ellentétben – miszerint Szőgyény-Marich László és felesége, Stefánia nyissa ki íróasztalát és tekintse át írásos hagyatékát – Szőgyény egyedül hajtsa végre e feladatot. A módosítás így hangzott: 
„Szőgyény-Marich osztályfőnök legyen olyan jó, és nyissa ki egyedül az íróasztalt, amely Bécsben a Török-szobában áll. Az alábbi leveleket kell szétküldenie: 
1. Valériának, 
2. feleségemnek, 
3. Hirsch bárónak
4. Mizzi Casparnak
Az íróasztalban talált összes pénzt kérem Mizzi Casparnak átadni. Loschek komornyikom tudja a pontos címét. Marie Larisch-Wallersee és a kis Vetsera hozzám intézett minden levelét azonnal meg kell semmisíteni.
A többi irattal Szőgyény tegye, amit jónak lát, katonai jellegű írásokra vonatkozólag kérje ki Mayer ezredes véleményét. Rudolf”
Szőgyénynek személyesen is írt egy kísérőlevelet: 
„Kedves Szőgyény! 
Meg kell halnom, ez az egyetlen mód rá, hogy legalább úriemberként hagyjam el a világot. Legyen olyan jó, nyissa ki íróasztalomat itt Bécsben a Török-szobában, ahol jobb időkben olyan gyakran üldögéltünk együtt, és tegye az iratokkal azt, amit a mellékelt végakaratomban leírtam. Szívélyesen üdvözlöm, és mind Magának, mind imádott magyar hazánknak minden jót kívánok, hűséges Rudolfja”
A Szőgyény által átvizsgált iratokról nem sokat tudni, de két rövid feljegyzés fennmaradt a hagyaték rendezéséről, amit Szőgyény elégetésre ítélt: „Nők által írott levelek. Érdekes levelek.” Talán a kerítőnő, Marie von Larisch és a szerető, Maria von Vetsera által írt levelekről lehetett szó, melyeket Rudolf szándékosan nem semmisített meg.